# Nasser Hejazi
Nasser Hejazi (14 de diciembre de 1949 - 23 de mayo de 2011) fue un entrenador y jugador de fútbol iraní que jugó primordialmente en el Esteghlal Tehran FC (Taj), y apodado como "el portero legendario".
Es considerado uno de los mejores guardametas de la historia del fútbol en Irán y Asia, participando unas 62 veces en la selección de fútbol de Irán. En 2000, la Confederación Asiática de Fútbol lo posicionó como el segundo mejor guardameta asiático del siglo XX.

## Estadísticas

### Como entrenador
| Equipo    | De              | A                 | Récord | Récord | Récord | Récord | Récord | Récord | Récord | Récord |
| Equipo    | De              | A                 | G      | W      | D      | L      | GF     | GA     | +/-    |        |
| --------- | --------------- | ----------------- | ------ | ------ | ------ | ------ | ------ | ------ | ------ | ------ |
| Esteghlal | Febrero de 1996 | Diciembre de 1999 | 81     | 39     | 25     | 17     | 127    | 73     | +54    |        |
| Esteghlal | Agosto de 2007  | Noviembre de 2007 | 14     | 5      | 5      | 4      | 21     | 19     | +2     |        |

## Palmarés

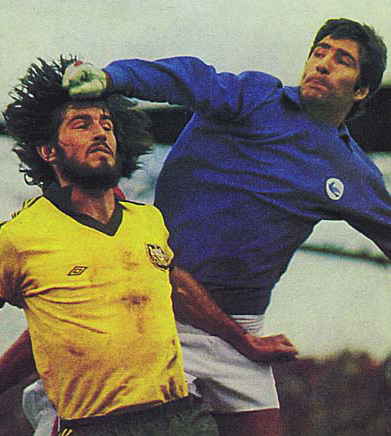
Hejazi (Derecha)

### Jugador

#### Club
Esteghlal
- Liga de Campeones de la AFC (1) 1970
- Iran Pro League (1): 1974–75
- Teherán Liga Provincial (2):  1982–83, 1984–85

Mohammedan
- Dhaka Liga (1): 1986–87

#### Internacional
Irán
- Copa Asiática (2): 1972, 1976
- Juegos asiáticos (1): 1974

### Entrenador
Mohammedan
- Dhaka Liga (2): 1987–88, 1988–89

Esteghlal
- Iran Pro League (1): 1997–98 Liga_de_Campeones_de_la_AFC:1998-99 Runners Up

## Fallecimiento
Nasser Hejazi falleció el 23 de mayo de 2011 a causa de un cáncer de pulmón. Su cuerpo actualmente descansa en el cementerio de Behesht e-Zahra, al sur de Teherán.